# Caprimulgus centralasicus
El chotacabras de Vaurie (Caprimulgus centralasicus) es una especie de ave caprimulgiforme de la familia Caprimulgidae endémica del desierto de Taklamakán, en el noroeste de China.
Esta especie se conoce solo por un único ejemplar encontrado en 1929 en Sinkiang, y desde entonces no ha vuelto a avistarse.

## Descripción
El chotacabras de Vaurie mide unos 19 centímetros de largo. Sus partes superiores son de color arena con veteado pardo, con motas de color beige en las alas. Carece de la barba que tiene el chotacabras europeo. Sus hombros son de color ocre con vetas oscuras en el centro. Sus partes inferiores son de color anteado con listado pardo. La parte inferior de sus alas es beige y no tiene listas blancas. Las dos plumas exteriores de la cola tienen las puntas de color blanquecino. El iris de sus ojos es pardo. Su pico es oscuro. Sus patas son rosadas.
Se parece a un ejemplar juvenil de chotacabras europeo de la subespecie C. europaeus plumipes, con el que se confundió inicialmente cuando se descubrió.